# Jairo Samperio
Jairo Samperio Bustara (ur. 11 lipca 1993 w Cabezón de la Sal) – hiszpański piłkarz występujący na pozycji pomocnika w niemieckim Hamburger SV.